# El Dextho
El Dextho es una localidad de México localizada en el municipio de Ixmiquilpan en el estado de Hidalgo.

## Geografía
Se encuentra en la región geográfica del Valle del Mezquital. A la localidad le corresponden las coordenadas geográficas 20° 30’ 01.679” de latitud norte y 99° 16’ 31.326” de longitud oeste, con una altitud de 1739 m s. n. m. Cuenta con un clima seco semicálido.
En cuanto a fisiografía se encuentra en la provincia del Eje Neovolcánico, dentro de la subprovincia de Llanuras y Sierras de Querétaro e Hidalgo; su terreno es de lomerío. En lo que respecta a la hidrografía se encuentra posicionado en la región del Pánuco, dentro de la cuenca del río Moctezuma, en la subcuenca del río Tula.

## Demografía
En 2020 registró una población de 639 personas, lo que corresponde al 0.65 % de la población municipal. De los cuales 300 son hombres y 339 son mujeres.
| Gráfica de evolución demográfica de El Dextho entre 1960 y 2020 |
|                                                                 |
| Población registrada por los censos y conteos del INEGI.        |